# I. Alexiosz konstantinápolyi pátriárka
I. Alexiosz (ógörögül: Ἀλέξιος, latinul: Alexius), (? – 1043. február 20.) konstantinápolyi pátriárka 1025-től haláláig.

## Élete
Alexiosz a Sztudiosz kolostor apátja volt, és ebből a tisztségéből emelték Konstantinápoly pátriárkájává 1025-ben, azon a napon, amikor II. Baszileiosz császár elhunyt. 1034-ben megtagadta az akkor özveggyé lett Zoé császárnő és IV. Mihály összeházasítását, mivel mindkettőjüknek része volt Zoé korábbi férje, III. Rómanosz megöletésében. A császári pár azonban egy 50 livre aranyból álló ajándékot küldött a pátriárkának, aki ennek hatására mégis összeházasította, és megkoronázta őket. 
1037-ben néhány püspök zsinatra gyűlt össze, és terveket készítettek Alexiosz lemondatására János császári miniszter javára. Érvük az volt, hogy Alexiosz csak a császár döntéséből, nem pedig a püspökök szavazása okán lett pátriárka. Alexiosz megígérte, hogy lemond, de csak két feltétellel: ha az ő ideje alatt császárilag kinevezett összes püspök is ugyanezt teszi, illetve ha Zoét és IV. Mihályt kiközösítik. A pátriárka ellenfelei ezt nem merték felvállalni, ezért Alexiosz Konstantinápoly élén maradt. 
1043-ban IV. Mihály halála után ő koronázta meg IX. Konstantint. Nem sokkal később, közel 20 évnyi kormányzás után elhunyt. Sok kincset hagyott hátra, de ezeket Konstantin azonnal le is foglalta a maga részére.